# Peter Tuiasosopo
Peter Tuiasosopo, detto Navy (San Pedro, 24 maggio 1965 – Phoenix, 10 febbraio 2025), è stato un attore statunitense, noto per i ruoli di E. Honda in Street Fighter - Sfida finale e Manumana in Campioni di guai.

## Biografia
Era cugino di Manu Tuiasosopo. Ebbe esperienza come giocatore professionista di football americano.
È morto il 10 febbraio 2025 all'età di 59 anni per complicazioni cardiache.

## Filmografia
- Campioni di guai - regia di Stan Dragoti (1991)
- Il pericolo è il mio mestiere - serie TV (1993)
- Street Fighter - Sfida finale - regia di Steven E. de Souza (1994)
- Sfida tra i ghiacci  - regia di Steven Seagal (1994)
- Batman & Robin - regia di Joel Schumacher (1997)
- Baseketball - regia di David Zucker (1998)
- Charlie's Angels - regia di McG (2000)
- Fast and furious - regia di Rob Cohen (2001)
- Il Re Scorpione - regia di Chuck Russell (2002)
- 12 Round - regia di Renny Harlin (2009)
- Fun Size - regia di Josh Schwartz (2012)
- NCIS - Unità anticrimine (NCIS) - serie TV, episodio 10x15 (2013)
- New Girl - serie TV (2013)
- Mob City - serie TV (2013)
- Ray Donovan - serie TV (2015)
- Black-ish - serie TV (2015)
- Mayans M.C. - serie TV (2018)

## Doppiatori italiani
Nelle versioni in italiano delle opere in cui ha recitato, Peter Tuiasosopo è stato doppiato da:
- Paolo Marchese in Il pericolo è il mio mestiere
- Stefano Mondini in Street Fighter - Sfida finale
- Luca Semeraro in 12 Round
- Alessandro Budroni in Fun Size
- Massimiliano Lotti in Kickin' It - A colpi di karate
- Mauro Magliozzi in Mayans M.C.
- Stefano Alessandroni in Magnum P.I.